# La police est invitée
La police est invitée — The Peacock Feather Murders, dans l'édition américaine, et The Ten Teacups, dans l'édition britannique — est un roman policier de John Dickson Carr publié en 1937, sous le pseudonyme de Carter Dickson. C'est le 6e roman de la série mettant en scène le personnage de Sir Henry Merrivale.
Le roman évoque le fait qu'à deux ans d'intervalle, deux crimes commis à Londres se produisent dans des circonstances similaires et pour le moins étranges, car à chaque fois l'assassin a pris la peine d'y inviter la police ! Ainsi en avril 1934, une lettre anonyme prévient les autorités de la présence de dix tasses à thé dans une maison abandonnée, et réputée hantée, de West Kensington. La police y découvre effectivement sur une table un service de porcelaine italienne de grande valeur et le cadavre, troué de deux balles de revolver, du collectionneur William Dartley. Les enquêteurs se perdent en conjectures et ne parviennent pas à résoudre l'énigme. En juillet 1936, une missive anonyme annonce cette fois, le 31 juillet à 17 heures précises, la présence de dix tasses à thé au no 4, Berwick Terrace. La police surveille le propriétaire, Vance Keating, qui autorise un agent à passer la maison au peigne fin et, le soir fatidique, place des agents et des détectives en différents points stratégiques. À l'heure dite, Keating est abattu de deux coups de feu tirés à bout portant dans une chambre close de la maison. Non loin de lui se trouvent dix tasses élégamment disposées sur un tapis. Sir Henry Merrivale est appelé en renfort pour tenter de mettre la main au collet de cet astucieux criminel. Alors que l'enquête est en cours, un troisième meurtre est de nouveau commis dans des circonstances similaires…

## Personnages principaux

### Les victimes
- William Dartley : collectionneur
- Vance Keating : homme riche et désœuvré
- Alfred Bartlett : valet de chambre de Vance Keating

### Les enquêteurs
- Humphrey Masters : inspecteur en chef à Scotland Yard
- Sir Henry Merrivale (« H. M. ») : détective privé
- Sergent Bob Pollard : policier
- Sergent Hollis : policier
- Sugden, Wright et Banks : policiers
- Dr Blaine : médecin légiste

### Les suspects
- Ronald Gardner :  ami américain de Vance Keating
- Benjamin Soar : antiquaire
- Jeremy Derwent : avocat anglais (70 ans)
- Janet Derwent : son épouse (45 ans)
- Frances Gale : 20 ans, fiancée de Vance Keating
- Philip Keating : agent de change, cousin de Vance Keating

## Résumé

### Premier meurtre: William Dartley
Juillet 1936 : l'inspecteur-chef Humphrey Masters et le sergent Pollard reçoivent un courrier anonyme qui déclare : « Il y aura dix tasses de thé au 4, Berwick Terrace, le mercredi 31 juillet à 17 heures précises. La présence de la police métropolitaine est respectueusement requise. ».
La lettre trouble les deux policiers parce que, deux ans auparavant, en avril 1934, la police avait reçu une lettre similaire : « Il y aura dix tasses de thé au numéro 18, Pendragon Gardens, le lundi 30 avril, à 21 h 30. La police est priée d'ouvrir l'œil. ». Mais les policiers, chargés d'autres enquêtes et croyant à un canular, n'y avaient pas donné suite. Or un collectionneur d'objets rares, William Dartley, avait été retrouvé mort à l’adresse indiquée. Il avait reçu deux balles de revolver dans le corps, et près de lui se trouvaient dix tasses de thé de porcelaine italienne. L'enquête avait montré que ces tasses de thé étaient anciennes et de grande valeur ; elles avaient un motif de décoration représentant des paons. La maison dans laquelle avait été retrouvé Dartley était vide, à l'exception de la pièce dans laquelle il gisait. Le mystère était entier. Sa sœur avait un parfait alibi et s'entendait d'ailleurs très bien avec son frère. Les locataires de la maison, les époux Derwent, avaient aussi un alibi et n'avaient pas été soupçonnés. Les enquêteurs s'étaient perdus en conjectures, avaient évoqué des hypothèses invérifiables et n'avaient pas résolu l'énigme.

### Deuxième meurtre: Vance Keating
Cette fois-ci, en juillet 1936, Masters décide que la police ne sera pas abusée comme la fois précédente. Il fait surveiller le 4, Berwick Terrace. L'homme qui vient d'acquérir la maison est le riche aristocrate Vance Keating. Ce dernier autorise le policier Pollard à passer la maison, non encore meublée, au peigne fin. Le mercredi, peu avant 17 h, des policiers sont placés en différents points stratégiques. Mais à l'heure dite, Keating est abattu de deux coups de feu tirés à bout portant dans une pièce close. Lorsque Pollard et ses collègues arrivent, et alors que l'homme a été abattu quelques secondes auparavant, il n'y a personne dans la maison vide (puisque Keating n'avait pas eu le temps la meubler). Non loin de la victime se trouvent dix tasses élégamment disposées sur un tapis doré agrémenté de plumes de paon (ce qui fait implicitement allusion aux motifs de paon des tasses de la première affaire). Le revolver encore fumant est sur le sol près de Keating. La poussière sur le sol montre que seuls Keating et Pollard sont entrés dans la pièce. D'ailleurs Pollard assure que la pièce était vide quand il est intervenu (par la suite, on apprendra que ce n'est pas lui le meurtrier et que son innocence est totale). La pièce était fermée mais une fenêtre est ouverte : le criminel se serait-il enfui par là ? Mais il y avait Hollis, un autre policier, en contrebas de la fenêtre, chargé de sa surveillance : personne n'a quitté la maison par le fenêtre (par la suite, on apprendra que Hollis n'est pas le meurtrier et que son innocence est totale).
Masters appelle sir Henry Merrivale en renfort pour l'aider à faire la lumière sur ce mystère.
À vrai dire, les suspects ne sont guère nombreux. Il y a Ronald Gardner, un ami américain de Vance Keating ; Benjamin Soar, un antiquaire ; Jeremy Derwent et sa femme Janet Derwent (lui est âgé de 75 ans et son épouse de 45 ans) ; Frances Gale, la jeune fiancée de Vance Keating ; enfin Philip Keating, agent de change et cousin de Vance Keating. Les suspects sont entendus à tour de rôle. Plusieurs d'entre eux ont un alibi, et ceux qui n'en ont pas ne semblent pas avoir de mobile.
Or quel pourrait être le mobile du meurtre ? L'argent de l'héritage semble être un mobile sérieux. Keating, sans famille proche, avait rédigé un testament en faveur de Janet Derwent, en qui il voyait une maîtresse à court terme. Mais, chose que tout le monde ignorait, il s'était marié quelques jours auparavant avec Frances Gale, ce qui a entraîné la caducité de ce premier testament.
S'agissant du modus operandi, on continue à ignorer comment l'assassin s'y est pris pour tuer Keating. Les recherches concernant le revolver permettent de découvrir des faits étranges. L'avant-veille, le lundi, s'étant présenté le soir au domicile de son cousin, Philip Keating avait entendu Ronald Gardner menacer de mort Vance Keating alors qu'il tenait le revolver (celui avec lequel le meurtre sera commis).
Puis, le mardi, veille du meurtre, s'était tenue une « murder party » au cours de laquelle une victime devait être (fictivement) assassinée. Vance Keating avait, au dernier moment, renoncé à s'y rendre, à la grande surprise des autres participants.
La question est posée de savoir si ce second meurtre a été commis par le même meurtrier que le meurtre de William Dartley deux ans auparavant, ou s'il a été commis par une autre personne opportuniste qui s'en serait inspiré.
Parmi les éléments troublants, il y a le fait que quelqu'un avait commandé par téléphone un châle onéreux pour Mme Derwent, se faisant passer pour Vance Keating. Or il semble établi que ce dernier n'avait jamais acheté ce châle. Qui l'a acheté, et pourquoi ?
Les policiers se demandent aussi si les meurtres auraient été commis par une société secrète, « la société des Dix Tasses de Thé » ?
Enfin, contrairement à la première affaire, les dix tasses disposées sur le tapis étaient des tasses de mauvaise qualité, achetées dans le commerce de détail.

### Troisième meurtre: Alfred Bartlett
Survient un coup de théâtre : la police reçoit une troisième lettre. Elle indique : « Il y aura dix tasses de thé au numéro 5 bis, Lancaster Mews, le jeudi 1er août à 21 h 30. Sir Henry Merrivale est invité à assister à une démonstration, ainsi que toutes les personnes qu'il lui plaira d'amener ».
Masters fait, comme la veille, surveiller étroitement la maison en question. Le soir, entre 21 h et 21 h 30, trois silhouettes pénètrent dans la maison. À 21 h 30, la police investit les lieux. On y découvre, les attendant dans le salon, Jerome Derwent. Celui-ci reconnaît qu'il est l’auteur du courrier, mais nie avoir été l’auteur des deux précédents courriers. Il a été opportuniste : il a profité de l'existence des deux précédents courriers pour attirer les policiers dans cette maison. On apprend alors que la maison n'est ni vide ni abandonnée, mais qu'elle est le nouveau domicile de l'antiquaire Benjamin Soar. En réalité, Derwent voulait confronter Soar à la police. Benjamin Soar arrive alors, en pyjama : il est particulièrement étonné de voir les policiers et Derwent dans son salon, en train de discuter ! Mais Derwent annonce qu'il est en mesure de donner la solution du premier meurtre d'avril 1934. Selon lui, c'est le père (aujourd'hui décédé) de Benjamin Soar qui avait assassiné Dartley. Il explique les tenants et aboutissants de cette affaire complexe, liée à un chantage exercé par Dartley sur Soar-père. Ce dernier, las des exigences sans cesse grandissantes de Dartley qui exigeait la livraison d'un précieux service de porcelaine (celui-là même qui fut retrouvé sur les lieux), avait planifié l'assassinat de son maître-chanteur. Mais Dartley, n'ayant pas confiance en Soar, avait pour sa part envoyé la lettre anonyme à la police. Le meurtre de Dartley avait été commis, puis Soar avait dû choisir d'emporter, ou bien le service de porcelaine qu’il avait amené, ou bien un autre objet précieux qui était la preuve du chantage. Il avait laissé sur place le service de porcelaine et avait emporté l'autre objet. Ainsi, contrairement à ce que l'on avait supposé, les tasses de thé étaient tout simplement l'exigence de Dartley à l’égard de Soar. La « société des Dix Tasses de Thé » n'avait jamais existé que dans l'imagination des policiers.
Sur son lit de mort, Soar avait révélé la vérité à son fils, lequel avait décidé de la vérité serait dite un jour publiquement. Lorsqu'il avait été interrogé sur le deuxième meurtre, il avait décidé d'utiliser le même moyen (lettre anonyme et allusion aux tasses de thé) pour attirer la police chez Soar.
Si les tenants et aboutissants de la première et de la troisième lettres sont désormais connus, et si le premier assassinat est désormais expliqué, qui a envoyé la deuxième lettre et commis le deuxième assassinat ? Derwent jure que ce n'est pas lui, et au demeurant il avait un excellent alibi. Et d'ailleurs, sachant que les policiers ont aperçu trois silhouettes entrer dans la maison, qui est la troisième personne à y être entrée ? S'agit de l’assassin, ou d'une victime ? Les lieux sont donc méticuleusement fouillés : on retrouve des traces de sang et un poignard. Mais la victime, qui a perdu du sang, est introuvable.
Henry Merrivale découvre qui est la victime et où son cadavre a été caché. La victime, poignardée à mort, est Alfred Bartlett, le valet de chambre de Vance Keating. Son cadavre est retrouvé disposé dans l'un des fauteuils du salon, le corps recouvert d'un drap épais. Et qui depuis une demi-heure était assis dans le fauteuil, sur le cadavre frais de Bartlett ? Benjamin Soar. Ce dernier reconnaît qu'il a découvert Bartlett affalé, mort, dans son fauteuil quelques secondes avant l’arrivée des policiers, et alors que Derwent n'était pas là. Épouvanté par un cadavre gisant dans le fauteuil, et alors que les policiers tambourinaient à la porte, il avait perdu la tête et décidé de camoufler le cadavre en espérant que personne ne le verrait. Puis il était remonté dans sa chambre. Quand il avait entendu parler dans le salon, il avait eu la surprise d'y voir Derwent, en compagnie des policiers. Il s'était alors assis dans le fauteuil, cachant le cadavre de Bartlett à la vue des autres. Mais Soar se déclare innocent des meurtres de Vance Reading et de Bartlett…

## Particularités du roman
Comme dans quelques romans antérieurs de la série avec Sir Henry Merrivale, La police est invitée permet de retrouver le personnage de l'inspecteur Masters.
Tout comme Trois cercueils se refermeront, Le Naufragé du Titanic et La Flèche peinte, ce roman se retrouve, quoiqu'à un rang moins élevé (le 10e), sur la liste des meilleures énigmes de chambre close, selon le jury d'experts constitué par Edward D. Hoch en 1981,.

## Éditions
Éditions originales en anglais
- (en) Carter Dickson, The Peacock Feather Murders, New York, Morrow, 1937 — édition originale américaine.
- (en) Carter Dickson, The Ten Teacups, Londres, Heinemann, 1937 — édition originale britannique.

Éditions françaises
- (fr) Carter Dickson (auteur) et Simone Lechevrel (traducteur), La police est invitée [« The Peacock Feather Murders »], Paris, Nouvelle Revue Critique, coll. « L'Empreinte no 144 », 1938, 239 p. (BNF 31909887)
- (fr) John Dickson Carr (auteur) et Simone Lechevrel (traducteur), La police est invitée [« The Peacock Feather Murders »], Paris, Librairie des Champs-Élysées, coll. « Le Masque no 1946 », 1989, 252 p. (ISBN 2-7024-1873-2, BNF 35003848)  La collection Le Masque publie la traduction originale dans une version revue et complétée.
- (fr) John Dickson Carr (auteur) et Simone Lechevrel (traducteur) (trad. de l'anglais), La police est invitée [« The Peacock Feather Murders »], « in » J.D. Carr, vol. 4 - Sir Henry Merrivale (1937-1940), Paris, Librairie des Champs-Élysées, coll. « Les Intégrales du Masque. », 1993, 1215 p. (ISBN 2-7024-2448-1, BNF 35770882) Ce volume omnibus réunit les romans suivants : La police est invitée, La Flèche peinte, Ils étaient quatre à table, Le lecteur est prévenu, Eh bien, tuez maintenant !, Impossible n'est pas anglais ; et la nouvelle L'Homme au masque de fer
- (fr) John Dickson Carr (auteur) et Simone Lechevrel (traducteur) (trad. de l'anglais), La police est invitée [« The Peacock Feather Murders »], Paris, Librairie des Champs-Élysées, coll. « Le Club des Masques no 634 », 1994, 252 p. (ISBN 2-7024-9107-3, BNF 35709706)

## Source
- Roland Lacourbe, John Dickson Carr : scribe du miracle. Inventaire d'une œuvre, Amiens, Encrage, 1997, p. 77-78.